# Локалидад син Номбре (Коавајана)
Локалидад син Номбре (шп. Localidad sin Nombre) насеље је у Мексику у савезној држави Мичоакан у општини Коавајана. Насеље се налази на надморској висини од 10 м.

## Становништво
Према подацима из 2005. године у насељу је живело 5 становника.

### Хронологија
| Година       | 2000 | 2005 |
| ------------ | ---- | ---- |
| Становништво | 8    | 5    |

### Попис
| # | Индикатор                        | Вредност |
| - | -------------------------------- | -------- |
| 1 | Укупно појединачних домаћинстава | 1        |